# Pandelela Rinong
Pandelela Rinong Anak Pamg (Bau, 2 de março de 2003) é uma saltadora da Malásia, especialista na plataforma. 

## Carreira
Pandelela representou seu país nos Jogos Olímpicos de 2008 e 2012, na qual conquistou uma medalha de bronze, na plataforma. Em Campeonato Mundial de Esportes Aquáticos, tem duas medalhas de prata.

### Rio 2016
Representou seu país nos Jogos Olímpicos de Verão de 2016, na qual conquistou uma medalha de prata na plataforma sincronizada com Cheong Jun Hoong. 